# 環境映像
環境映像（かんきょうえいぞう）は、地球上の自然を描写・描画した映像である。

## 種類
環境映像は地球上の自然を映し出したものである為、その種類は地球・山・森・海・動物等多岐にわたる。

## 利用手段
特定のメッセージの伝達ではなく、その場の雰囲気を和らげる目的で行われることが多い。
また、簡素な説明のテロップが入ることもある。

### テレビ
- テレビでは放送終了から翌日の放送開始までの時間帯（フィラー）や、放送事故の復旧までの間に流されることが多い[1]。
- 日本航空123便墜落事故以前は、CM自粛の際の差し替え手段としても用いられていた[2]。
- また、事情により本来放送する予定であった番組を放送中止することにより代替に使用する場合もある。

### その他
テレビ以外でも、動画PRや休憩など、さまざまな目的で放映されている。